# بانكراسي باراتش
بانكراسي باراتش (بالكرواتية: Pankracije Barać) مواليد 4 نوفمبر 1981 في بولا، جمهورية كرواتيا الاشتراكية، هو لاعب كرة سلة كرواتي. بدأ مسيرته الاحترافية في سنة 1999.

## المسيرة الاحترافية
لعب مع نادي سيدفيتا لكرة السلة من سنة 2000 إلى 2003، ثم لعب مع نادي زادار لكرة السلة من سنة 2003 إلى 2007، ثم لعب مع سبيرو شارلوروا في موسم 2007–2008، ثم لعب مع نادي زغرب لكرة السلة في موسم 2009–2010، ثم لعب مع نادي سيبونا لكرة السلة في سنة 2011، ثم لعب مع سي إس يو بلويشت من سنة 2012 إلى 2014.

## روابط خارجية
- بانكراسي باراتش على موقع الدوري الأوروبي لكرة السلة (الإنجليزية)
- بانكراسي باراتش على موقع كرة السلة الأوروبية.كوم (الإنجليزية)
- بانكراسي باراتش على موقع ريلجم (الإنجليزية)
- بانكراسي باراتش على موقع بروبوليرز (الإنجليزية)
- بانكراسي باراتش على موقع سبورتس رفرنس (الإنجليزية)